# Интернат: Брда (серија)
Интернат: Брда (шп. El internado: Las Cumbres) је шпанска мистерија и хорор телевизијска серија, рибут серије телевизије Antena 3, Интернат. Серија је премијерно приказана 19. фебруара 2021. године на Amazon Prime Video у продукцији Globomedia и Atresmedia Studios.
У јануару 2021, неколико недеља пре премијере прве сезоне, најављено је обнављање серије за другу за сезону.

## Синопсис

### Прва сезона
Школу, која се налази поред старог манастира на неприступачном месту међу планинама, похађају проблематични и бунтовни ученици који живе под строгом и озбиљном дисциплином коју намеће центар да их припреми за реинтеграцију у друштво. Околна шума је пуна древних легенди, претњи које су још увек важе и које ће их уронити у брзе и застрашујуће авантуре. После неуспелог покушаја бекства из интерната, Мануел нестаје у шуми и пада у руке мистериозног човека који носи маску гаврана. Паул, Амаја и његови пријатељи не престају да га траже ни минут. У потрази за Мануелом откривају да стара организације Гавраново гнездо, (шп. El nido de cuervo) чије се седиште налази у шуми и даље чини злочине и да је интернат нешто више од саме школе.

### Друга сезона
Управа интерната користи много строжа ограничења од оних која су владала пре побуне коју је изазвала смрт Елијаса и ученика. Ово има везе и са убиством Рите, које има сличности са претходним злочинима и показује да серијски убица шета у близини школе, тако да би сви могли бити у опасности. Адел, која је успела да побегне из заточеништва захваљујући Мануу, имаће кључну улогу у покушају да спасе ученика живог уз помоћ Амаје, Пола, Пас, Ерика и Хулија, који се неће смирити док не спасу свог пријатеља од оних који намеравају експериментисати са ученицима. С друге стране, Инес је почела да се сећа догађаја из своје прошлости.

## Снимање
Главна локација серије, зграда интерната, снимана је у манастиру Ираће, у општини Ајегуи, Навара. Остале локације за снимање биле су палата Инфантадо у Ласкау, црква Сан Естебан у Ојарсуну, шума Артикуца и палата Мирамар у Сан Себастијану.

## Улога

### Главна
- Асја Ортега (шп. Asia Ortega) као Амаја Торес, проблематична ученица. Покушава да побегне са Мануом, Паулом и Адел ноћи када Ману нестаје.
- Алберт Саласар (шп. Albert Salazar) као Паул Урибе, ученик и Аделин старији брат. Он је Мануов најбољи пријатељ, са којим је намеравао да побегне, заједно са Амајом и њеном сестром, на дан Мануовог нестанка.
- Рамиро Блас (шп. Ramiro Blas) као Даријо Мендоса, власник интерната и отац од Инес. У тајној је вези са Маром и крије неке тајне од Инес.
- Хоел Боскед (шп. Joel Bosqued) као Леон, професор музичког који има прошлост која га спаја са Инес.
- Алберто Амариља (шп. Alberto Amarilla) као Елијас, учитељ латинског и монах. Привлачи га Елвира са којом ће покушати мистерије интерната.
- Мина Ел Амани (шп. Mina El Hammani) као Елвира, професорка наука коју занимају биљке и лекове, а поред тога заинтересована је за Елијаса. У интернат долази због стипендије за докторску дисертацију.
- Клаудија Рјера (шп. Claudia Riera) као Инес Мендоса Васкес, тајанствена ученица и ћерка Дарија. Пати од амнезије због несреће која се десила годину пре догађаја у интернату. Зна да свира клавир и има посебан однос са Леоном.
- Карлос Алкаиде (шп. Carlos Alcaide) као Мануел Ману Виљар, ученик и Паулов пријатељ. Отет је када је покушао да побегне са Амајом, Паулом и Адел из интерната.
- Паула дел Рио (шп. Paula del Río) као Пас Еспиноса, ученица и Амајина најбоља другарица. Има везу са Хулијом и Ериком.
- Данијела Рубио (шп. Daniela Rubio) као Адел Урибе, ученица и Паулова млађа сестра. Жели да напусти интернат, па покушава да побегне са Амајом и Мануом на дан Мануове отмице. Касније има посебан однос са Ритом.
- Данијел Аријас (шп. Daniel Arias) као Ерик Гереро, ученик и Паулов и Амајим друг. Има везу везу са Пас и Хулијом.
- Гонсало Дијес (шп. Gonzalo Díez) као Хулијо Рамирес, ученик и Паулов и Амајин друг. Има везу са Пас и Ериком.
- Наталија Дисента (шп. Natalia Dicenta) као Мара, строга директорка интерната која показује хладан однос према својим ученицима. Има аферу са Даријом.

### Споредна
- Кандидо Уранга (шп. Kándido Uranga) као Артуро Лаго, игуман манастира.
- Паткси Сантамарија (шп. Patxi Santamaría) као Пелајо Ледезма, професор у интернату и стриц Јоланде, девојке која је умрла много година уназад.
- Лукас Веласко (шп. Lucas Velasco) као Марио, професор физичког васпитања који је веома строг према ученицима. Одржава везу са Луисом.
- Хосеба Усабиага (шп. Joseba Usabiaga) као Луис, радник у интернату, Селијин брат и Мариов љубавник.
- Амаја Лисаралде (шп. Amaia Lizarralde) као Селија, гувернанта центра и Албина мајка.
- Ињаке Ирастроса (шп. Iñake Irastorza) као Вирхинија, Луисова и Селијина мајка која верује у легенде које окужују место.
- Аитор Белтран (шп. Aitor Beltrán) као Фран, доктор интерната.
- Франсиска Аронсон (шп. Francisca Aronsson) као Рита, ученица интерната која је заинтересована за Адел.
- Сара Беларди (шп. Sara Balerdi) као Алба Хил, Селијина кћерка.
- Асијер Ернандес (шп. Asier Hernández) као инспектор Кавиља, инспектор цивилне гарде и Крусов колега.

### Гостујућа
- Бланка Суарес (шп. Blanca Suárez) као Хулија Медина[4]
- Јон Гонсалес (шп. Yon González) као Иван Ноирет[4]
- Сандра Сабатес (шп. Sandra Sabatés) као Новинарка
- Мон Себаљос (шп. Mon Ceballos) као Наредник Крус
- Итан Кахигас (шп. Ethan Cajigas) као Едуардо Гонсалес Камиња «Tripi»
- Ајда Доменех (шп. Aida Domènech) као Библиотекарка[5]
- Аиноа Ларањага (шп. Ainhoa Larrañaga) као Јоланда Паскуал Ледесма
- Лара Бланћард (шп. Lara Blanchard) као медицинска сестра[6]

### Предстојећа
У мају 2021. године најављена су потписивања друге сезоне.
- Ирене Анула (шп. Irene Anula) као Патрисија Брун
- Алберо Берсал (шп. Alberto Berzal)
- Аник Виртс (шп. Annick Weerts)
- Николас Касале (шп. Nicolas Cazalé)
- Клара Гаље (шп. Clara Galle) као Ева

## Епозоде

### Прва Сезона (2021)
| бр. еп. | бр. еп. (сез) | Наслов епизоде | Режија        | Сценарист(и)                                               | Датум изласка     |
| ------- | ------------- | -------------- | ------------- | ---------------------------------------------------------- | ----------------- |
| 1       | 1             | «Episodio 1»   | Хесус Родриго | Асијер Андуеса и Лаура Бељосо                              | 19. фебруар 2021. |
| 2       | 2             | «Episodio 2»   | Хесус Родриго | Асијер Андуеса, Сара Бељосо и Лаура Бељосо                 | 19. фебруар 2021. |
| 3       | 3             | «Episodio 3»   | Карлес Торенс | Вероника Марса, Асијер Андуеса, Сара Бељосо и Лаура Бељосо | 19. фебруар 2021. |
| 4       | 4             | «Episodio 4»   | Денис Ровира  | Сара Бељосо, Абрам Састре, Асијер Андуеса и Лаура Бељосо   | 19. фебруар 2021. |
| 5       | 5             | «Episodio 5»   | Денис Ровира  | Сара Бељосо, Абрам Састре, Асијер Андуеса и Лаура Бељосо   | 19. фебруар 2021. |
| 6       | 6             | «Episodio 6»   | Карлес Торенс | Сара Бељосо, Абрам Састре, Асијер Андуеса и Лаура Бељосо   | 19. фебруар 2021. |
| 7       | 7             | «Episodio 7»   | Денис Ровира  | Сара Бељосо, Абрам Састре, Асијер Андуеса и Лаура Бељосо   | 19. фебруар 2021. |
| 8       | 8             | «Episodio 8»   | Карлес Торенс | Сара Бељосо, Абрам Састре, Асијер Андуеса и Лаура Бељосо   | 19. фебруар 2021. |

## Продукција
У децембру 2019. најављен је рибут серије Интернат, која се емитовала на Antena 3 у периоду од 2007. до 2010. У јануару 2020. објављени су први глумци серије: Асја Ортега, Алберт Саласар и Данијел Аријас. (адолесценти); са Наталијом Дисент и Рамиром Бласомом (као одрасла глумачка екипа).
У другој сезони, Ирене Анула и Алберто Берсал предводе потписе, заједно са Аник Виртс, Николасом Касалом и Кларом Гаље. Поред тога, Асијер Ернандес, који је играо инспектора током 7. и 8. епизоде прве сезоне, такође ће бити део ове друге сезоне, како би покушао да открије шта се заиста дешава у близини школе.